# Diparidae
Diparidae – rodzina błonkówek z grupy owadziarek i nadrodziny bleskotek. Kosmopolityczna. Obejmuje 11 rodzajów.

## Morfologia
Błonkówki te zwykle mają silnie zaznaczony dymorfizm płciowy. Samce są zawsze długoskrzydłe, natomiast samice często bywają krótkoskrzydłe lub bezskrzydłe. Głowę cechują oczy złożone nie zbiegające się po brzusznej stronie oraz mostek zapoliczkowy umieszczony grzbietowo względem hipostomu. Aparat gębowy ma zaopatrzone w trzy lub cztery zęby żuwaczki oraz zaopatrzoną w szereg szczecinek na krawędzi, ruchomą, prawie prostokątną wargę górną schowaną pod nadustkiem. Czułki odróżniają się od tych u podobnych Cerocephalidae i Herbertiidae biczykiem zbudowanym z dwunastu członów, z których czwarty człon buławki jest mały. Poza tym w przeciwieństwie do Cerocephalidae brak jest guzka między torulusami. Mezosoma cechuje się przynajmniej bocznie zaznaczonym frenum, obecnością bruzdy aksillularnej tarczki, brakiem rozszerzonego akropleurytu śródtułowia oraz epimerytami śródtułowia nienachodzącymi na przednie krawędzie metapleurów. Wszystkie pary odnóży mają pięcioczłonowe stopy z podłużnym grzebieniem na członie pierwszym. Metasoma ma wykształcone syntergum i w związku z tym pozbawiona jest epipygium. Przed nasadami przysadek odwłokowych umieszczony jest pędzelek cerkalny.

## Ekologia i występowanie
Biologia i ekologia tych błonkówek są słabo zbadane. Ich larwy są parazytoidami. Do znanych żywicieli należą rozwijające się w podziemnych częściach roślin chrząszcze z rodziny ryjkowcowatych, ooteki modliszek oraz poczwarki muchówek z rodziny Glossinidae.
Zasięg rodziny jest kosmopolityczny.

## Taksonomia
Takson ten wprowadzony został w 1876 roku przez Carla Gustafa Thomsona jako podplemię Diparides w obrębie rodziny siercinkowatych. W 1904 roku William Harris Ashmead nadał mu rangę podrodziny Diparinae w obrębie tejże rodziny, wyróżniając również podrodzinę Lelapinae, którą w 1954 roku Zdeněk Bouček zsynonimizował z Diparinae. W 1962 roku Vittorio Luigi Delucchi podzielił Diparinae na plemiona Diparini i Lelapini. W 1971 roku Karl-Johan Hedqvist wyróżnił w obrębie Diparinae kolejne plemię, monotypowe Netomocerini. W 1992 roku Steven L. Heydon i Zdeněk Bouček zsynonimizowali Lelapini i Netomocerini z Diparini, zamiast nich jako drugie plemię w podrodzinie wprowadzając monotypowe Lieparini. W 2007 roku Christopher A. Desjardins na podstawie wyników morfologicznej analizy filogenetycznej wyłączył Lieparini z Diparinae, czyniąc podrodzinę pozbawioną podziału na plemiona. W 2022 roku Roger Burks i współpracownicy wynieśli omawiany takson do rangi odrębnej rodziny w obrębie bleskotek.
Do rodziny tej zalicza się 11 rodzajów:
- Cerodipara Desjardins, 2007
- Chimaerolelaps Desjardins
- Conodipara Hedqvist, 1972
- Conophorisca Hedqvist, 1969
- Dipara Walker, 1833
- Diparisca Hedqvist, 1964
- Dozodipara Desjardins, 2007
- Hedqvistina Koçak, Hüseyinoglu et Kemal
- Lelaps Walker, 1843
- Myrmicolelaps Hedqvist, 1969
- Netomocera Bouček, 1954